# Каннский кинофестиваль
Междунаро́дный Ка́ннский кинофестива́ль (фр. Festival international du film de Cannes) — ежегодный кинематографический фестиваль, проводимый во второй половине мая в курортном городе Канн (Франция) на базе Дворца фестивалей и конгрессов на набережной Круазет. Аккредитован Международной федерацией ассоциаций кинопродюсеров (FIAPF) в числе 15 конкурсных фестивалей игровых фильмов (так называемые «фестивали категории А»).
Каннский кинофестиваль является одним из старейших (задуман в 1939 году, впервые проведён в 1946 году) и самых престижных в мире. В рамках фестиваля проходит также кинорынок Marché du Film, являющийся главной мировой деловой площадкой для профессионалов киноиндустрии.

## История
Идея проведения международного кинофорума во Франции возникла в связи с ростом популярности фестиваля в Венеции. Формат итальянского фестиваля в начале и середине 1930-х был весьма спорным. Франция и другие ведущие европейские кинодержавы оказывались представлены слабо по сравнению со страной-организатором. Фестиваль 1938 года, в котором один из главных призов завоевала «Олимпия» Лени Рифеншталь, закончился скандалом: в знак протеста возможному вмешательству администрации Гитлера в ход фестиваля американская и британская делегации покинули форум. В результате французская сторона пришла к решению о проведении собственного фестиваля с независимым жюри и широким представительством всех стран.
Впервые фестиваль должен был пройти в сентябре 1939 года. Инициатором проведения Каннского фестиваля 1939 стал министр образования Франции Жан Зэй, почётным председателем жюри был назначен Луи Люмьер. В программу были включены американский фильм «Волшебник страны Оз» и советский фильм «Ленин в 1918 году». Открытие фестиваля было сорвано начавшейся в Европе Второй мировой войной. Первый состоявшийся Каннский фестиваль проводился в 1946 году с 20 сентября по 5 октября в курортном городе Канн на французском Лазурном Берегу. Самым первым в фестивальной программе был продемонстрирован советский документальный фильм «Берлин» режиссёра Юлия Райзмана.
Современный масштаб и статус ведущего мероприятия мировой киноиндустрии Каннский фестиваль приобрёл после 1951 года, когда председателем жюри в течение двух лет был Жан Кокто. С 1952 года проходит ежегодно в мае. Место проведения — Дворец фестивалей и конгрессов (в 1968 году из-за студенческих волнений фестиваль был прерван, и вручения призов не производилось).
Благодаря большому вниманию средств массовой информации, этот фестиваль посещают звёзды мирового кино. Также он популярен и среди кинопродюсеров, подготавливающих здесь новые проекты и продающих уже готовые.
В 2020 году Каннский фестиваль был отменён по причине распространения пандемии коронавируса. Изначально фестиваль должен был пройти с 12 по 23 мая, потом сообщили что вернётся в мае 2022 года..
В 2022 году президентом фестиваля впервые стала женщина — Айрис Кноблох. Она вступила в должность с 1 июля и будет занимать её три года.

## Конкурсная программа
Процесс отбора фильмов участников показа и победителей включает несколько стадий. Претендентом на показ в официальной и неофициальной программе Каннского фестиваля может стать любая картина, отвечающая предварительным условиям. Предлагаемые к отбору фильмы должны быть снятыми в течение двенадцати месяцев, предшествующих Каннскому фестивалю, и не участвовавшими в конкурсной программе других кинематографических форумов.
Длительность:
- Короткометражный фильм — до 15 минут с титрами
- Полнометражный фильм — свыше 60 минут[9]

До конца 1970-х страны сами выдвигали картины на фестиваль, теперь выбирает сам фестиваль.
Специальная комиссия отбирает из отвечающих конкурсным требованиям кандидатов тех, которые будут участвовать в:
- Основной конкурсной программе фестиваля. Из этой программы жюри и выбирает обладателя «Золотой пальмовой ветви»;
- Программе «Особый взгляд»;
- Программе короткометражных картин;
- Программе Синефондасьон (Cinefondation) — программе студенческих картин;

а также в других конкурсных, почётных и внеконкурсных программах фестиваля.
Главный приз Каннского кинофестиваля вручался помимо игровых фильмов также и документальным лентам («Фаренгейт 9/11», «В мире безмолвия»).
В 2008 году бюджет фестиваля составил около 20 млн евро.

## Жюри
Решение о вручении призов кинофестиваля принимает жюри, состав которого определяет дирекция фестиваля. В состав жюри входят ведущие мастера мировой кинематографии: режиссёры, актёры, критики. Председателями были:
- Жорж Юисман (1946-49),
- Андре Моруа (1951, 1957),
- Морис Женевуа (1952),
- Жан Кокто (1953-54),
- Марсель Паньоль (1955),
- Морис Леман (1956),
- Марсель Ашар (1958-59),
- Жорж Сименон (1960),
- Жан Жионо (1961),
- Тэцуро Фурукаки (1962),
- Арман Салакру (1963),
- Фриц Ланг (1964),
- Оливия де Хэвилленд (1965),
- Софи Лорен (1966),
- Алессандро Блазетти (1967),
- Андре Шамсон (1968),
- Лукино Висконти (1969),
- Мигель Анхель Астуриас (1970),
- Мишель Морган (1971),
- Джозеф Лоузи (1972),
- Ингрид Бергман (1973),
- Рене Клер (1974),
- Жанна Моро (1975, 1995),
- Теннесси Уильямс (1976),
- Роберто Росселлини (1977),
- Алан Пакула (1978),
- Франсуаза Саган (1979),
- Кирк Дуглас (1980),
- Жак Дере (1981),
- Джорджо Стрелер (1982),
- Уильям Стайрон (1983),
- Дирк Богард (1984),
- Милош Форман (1985),
- Сидни Поллак (1986),
- Ив Монтан (1987),
- Этторе Скола (1988),
- Вим Вендерс (1989),
- Бернардо Бертолуччи (1990),
- Роман Полански (1991),
- Жерар Депардьё (1992),
- Луи Маль (1993),
- Клинт Иствуд (1994),
- Фрэнсис Форд Коппола (1996),
- Изабель Аджани (1997),
- Мартин Скорсезе (1998),
- Дэвид Кроненберг (1999),
- Люк Бессон (2000),
- Лив Ульман (2001),
- Дэвид Линч (2002),
- Патрис Шеро (2003),
- Квентин Тарантино (2004),
- Эмир Кустурица (2005),
- Вонг Карвай (2006),
- Стивен Фрирз (2007),
- Шон Пенн (2008),
- Изабель Юппер (2009),
- Тим Бёртон (2010),
- Роберт Де Ниро (2011),
- Нанни Моретти (2012),
- Стивен Спилберг (2013),
- Джейн Кэмпион (2014),
- Итан и Джоэл Коэны (2015),
- Джордж Миллер (2016),
- Педро Альмодовар (2017),
- Кейт Бланшетт (2018),
- Алехандро Гонсалес Иньярриту (2019),
- Спайк Ли (2021),
- Венсан Линдон (2022),
- Рубен Эстлунд (2023),
- Грета Гервиг (2024),
- Жюльет Бинош (2025).

## Призы

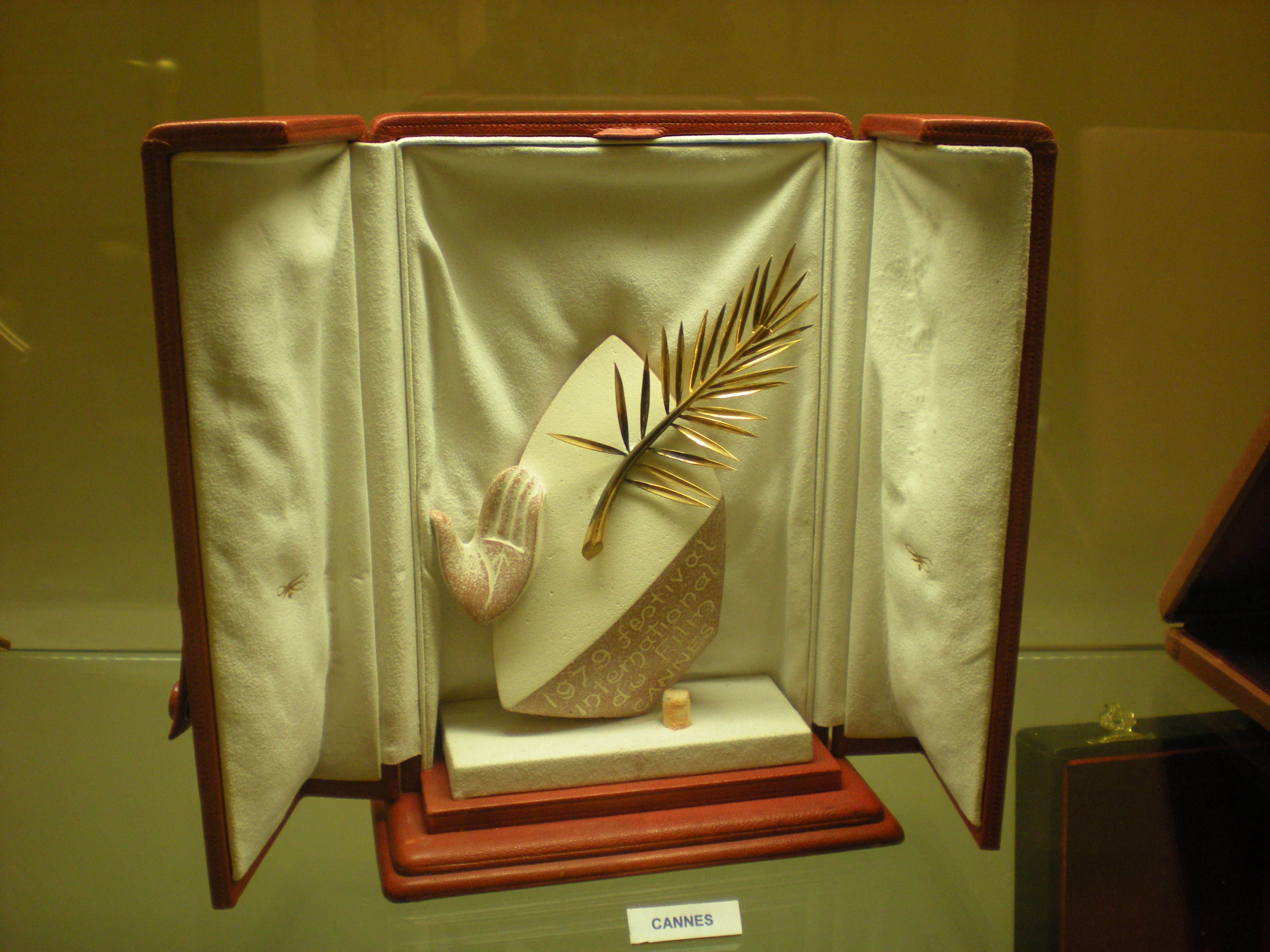
«Золотая пальмовая ветвь»

Самым почётным призом является присуждаемая за лучший фильм «Золотая пальмовая ветвь» (фр. Palme d’Or). Иногда (последний раз в 1997 году) «Золотая пальмовая ветвь» присуждается сразу нескольким фильмам.
Другие награды Каннского фестиваля, присуждаемые жюри:
- Гран-при,
- Приз жюри,
- Приз за лучшую режиссуру,
- Приз за лучший сценарий,
- Приз за лучшую мужскую роль,
- Приз за лучшую женскую роль,
- Золотая пальмовая ветвь за короткометражный фильм,
- «Золотая камера» за лучший дебют.

Непостоянные премии присуждаемые жюри:
- Специальный приз жюри (с различной формулировкой, например, «За лучший актёрский ансамбль»).

Особые премии:
- Премии программы «Особый взгляд»,
- Премия Cinefondation,
- Премия «Золотая камера».

Премии независимых жюри:
- Премия FIPRESCI,
- Премия Quinzaine des Réalisateurs,
- Премия Vulcain,
- Приз экуменического жюри,
- Приз Франсуа Шале,
- Премия «Золотой глаз»,
- Приз Trophée Chopard,
- Премия Palm Dog,
- Приз Queer Palm,
- Приз за лучший саундтрек,
- Премия «Золотая карета».

Почётные награды:
- Почётная Золотая пальмовая ветвь.

## Кинорынок
Официально учреждённый в 1959-м году, к 2020-м Кинорынок Каннского фестиваля Marché du Film стал ведущей мировой презентационной и торговой площадкой для профессионалов киноиндустрии. Ежегодно в нём принимают участие не меньше 12000 человек, 3200 продюсеров, 1200 агентов и 800 организаторов фестивалей, а общий объём заключённых на нём сделок составляет 600 тысяч до миллиарда долларов США в год.